# Esercito jugoslavo in patria
L'Esercito jugoslavo in patria o cetnici (Sostantivo plurale serbo: четници - četnici, pronuncia IPA: /ʧɛtniʦi/, al singolare: četnik - четник, in italiano cetnico, nome che deriva dal termine četa ovvero: "compagnia e/o truppa", oppure da četovanje) fu un movimento politico e militare nazionalista serbo di ispirazione monarchica fedele a Pietro II, re di Jugoslavia in esilio, attivo nella Jugoslavia occupata dalle forze dell'Asse durante la seconda guerra mondiale. 
Durante il corso della guerra il movimento cetnico, pur formalmente ostile all'Asse, si ritrovò spesso a collaborare sia con le forze occupanti italo-tedesche sia con gli Alleati a seconda dei diversi obiettivi. La selezionata  e occasionale collaborazione con l'Asse era volta a fronteggiare i partigiani comunisti di Tito, principali avversari ideologici, mentre la collaborazione con gli Alleati era volta al contrasto del movimento nazionalista croato degli Ustascia, alleati dell'Asse, nonché degli stessi occupanti tedeschi e italiani.
I cetnici furono partner del terrore e del contro-terrore che si verificarono in Jugoslavia durante la Seconda Guerra Mondiale. Le tattiche di terrore contro i partigiani comunisti e i loro sostenitori erano guidate dall'ideologia. I cetnici cercavano di creare una Grande Serbia eliminando i non serbi, soprattutto musulmani e croati, dai territori che sarebbero stati incorporati nel loro Stato postbellico, e durante questo periodo compirono massacri di massa contro musulmani e croati. Si stima che i cetnici abbiano ucciso da 18.000 a 32.000 croati e da 29.000 a 33.000 musulmani.

## Origini
I cetnici si formarono inizialmente dallo scontro della Serbia con gli ottomani. Anche altre etnie balcaniche crearono i loro distaccamenti cetnici. Inizialmente gli ottomani non ostacolarono questo movimento in modo duro, poiché non creava problemi a causa dei contrasti tra le varie fazioni. Combatterono contro i turchi in Erzegovina e in Serbia.

## Ideologia
I Cetnici erano monarchici, il loro motto era За краља и отаџбину (Za kralja i otadžbinu), tradotto: "Per il Re e la Patria". I loro valori sono quelli della destra conservatrice, incentrati sulla difesa della famiglia e della proprietà privata, i cetnici erano di conseguenza anti-comunisti e lottavano per la restaurazione della monarchia, alcune fazioni per la creazione di una Grande Serbia (nazionalismo panserbo).
Molti cetnici portavano la barba lunga, come usanza della Chiesa ortodossa per esprimere cordoglio, in questo caso per la Patria occupata e devastata dalla guerra. Si diceva che non se la sarebbero tagliata fino al ritorno del loro re.
Alcuni non-serbi (croati, sloveni e bosgnacchi) sposarono la causa dei cetnici. Erano per lo più nazionalisti jugoslavi, monarchici, anticomunisti e solo in principio antifascisti; collaborarono infatti al fianco delle truppe nazi-fasciste per lo più in funzione anticomunista e antiustascia.

## Bandiera
La bandiera dei cetnici è formata da due ossa incrociate ed un teschio su sfondo nero. L'iscrizione dice: ЗА КРАЉА И ОТАЏБИНУ СЛОБОДА ИЛИ СМРТ (alfabeto latino: Za kralja i otadžbinu sloboda ili smrt) che significa:"Per il Re e la Patria libertà o morte"
Altre versioni della bandiera portano la dicitura: С ВЕРОМ У БОГА СЛОБОДА ИЛИ СМРТ (alfabeto latino: S verom u Boga sloboda ili smrt) tradotto in italiano: "Con fede in Dio libertà o morte".

## Storia

### Seconda guerra mondiale

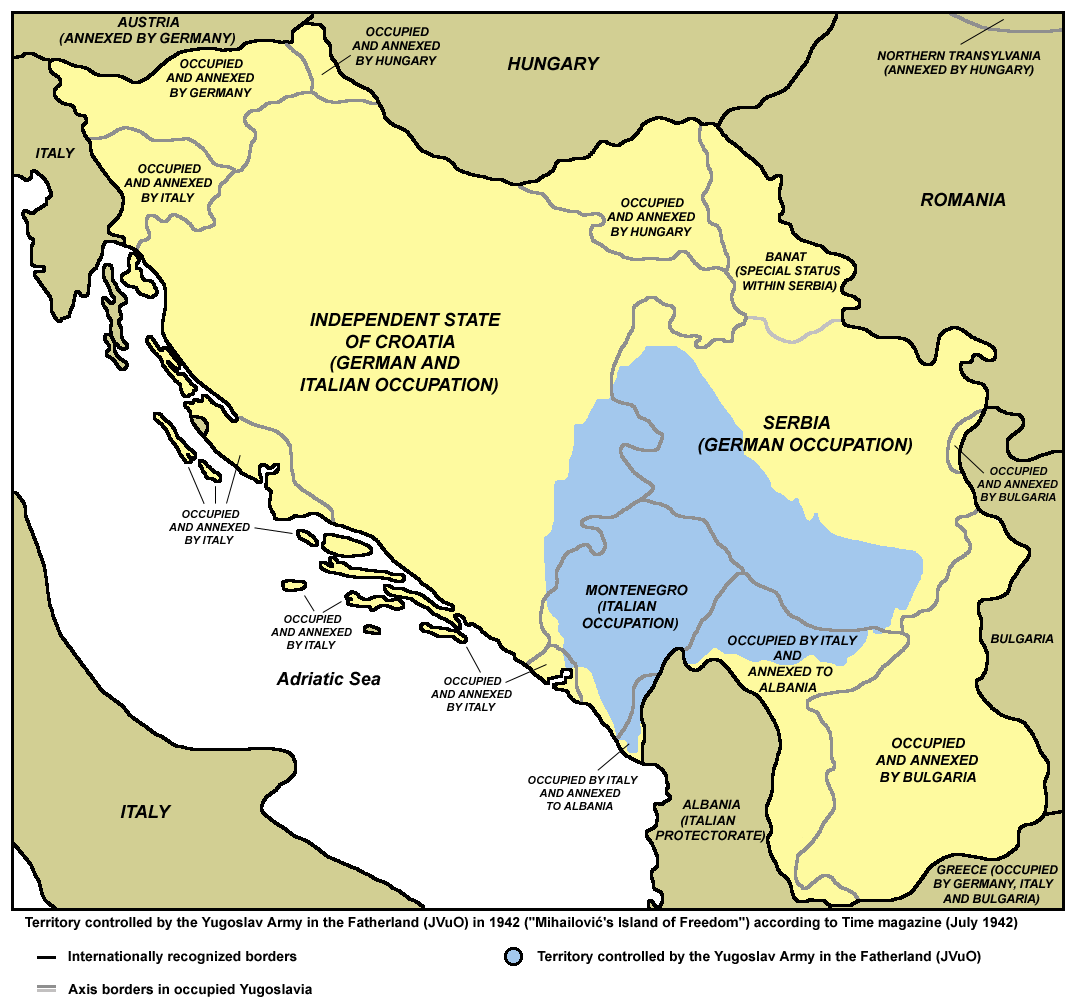

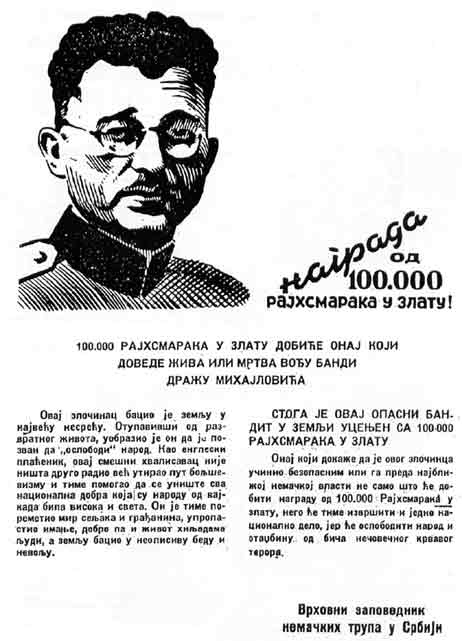
Le autorità militari naziste istituirono una taglia di 100.000 reichsmark in oro per la cattura di Mihailović.

Dopo che l'esercito monarchico jugoslavo si arrese nell'aprile del 1941, alcuni dei soldati jugoslavi rimasti, per lo più ufficiali di nazionalità serba, si riunirono sotto il controllo del colonnello Draža Mihailović nel distretto di Ravna Gora, nella Serbia occidentale, e costituirono il 13 maggio 1941 l'Esercito jugoslavo in patria (JVUO, Jugoslovenska vojska u otadžbini; cirillico, Jугословенска војска у отаџбини, ЈВуО), fedele al re Pietro II in esilio e pronto a combattere l'occupazione tedesca. Mihailović diresse le sue unità in modo che si armassero e attendessero, evitò di fare azioni di scarsa importanza strategica. Dietro questo suo comportamento c'era il fatto che era stato ufficiale durante la prima guerra mondiale.

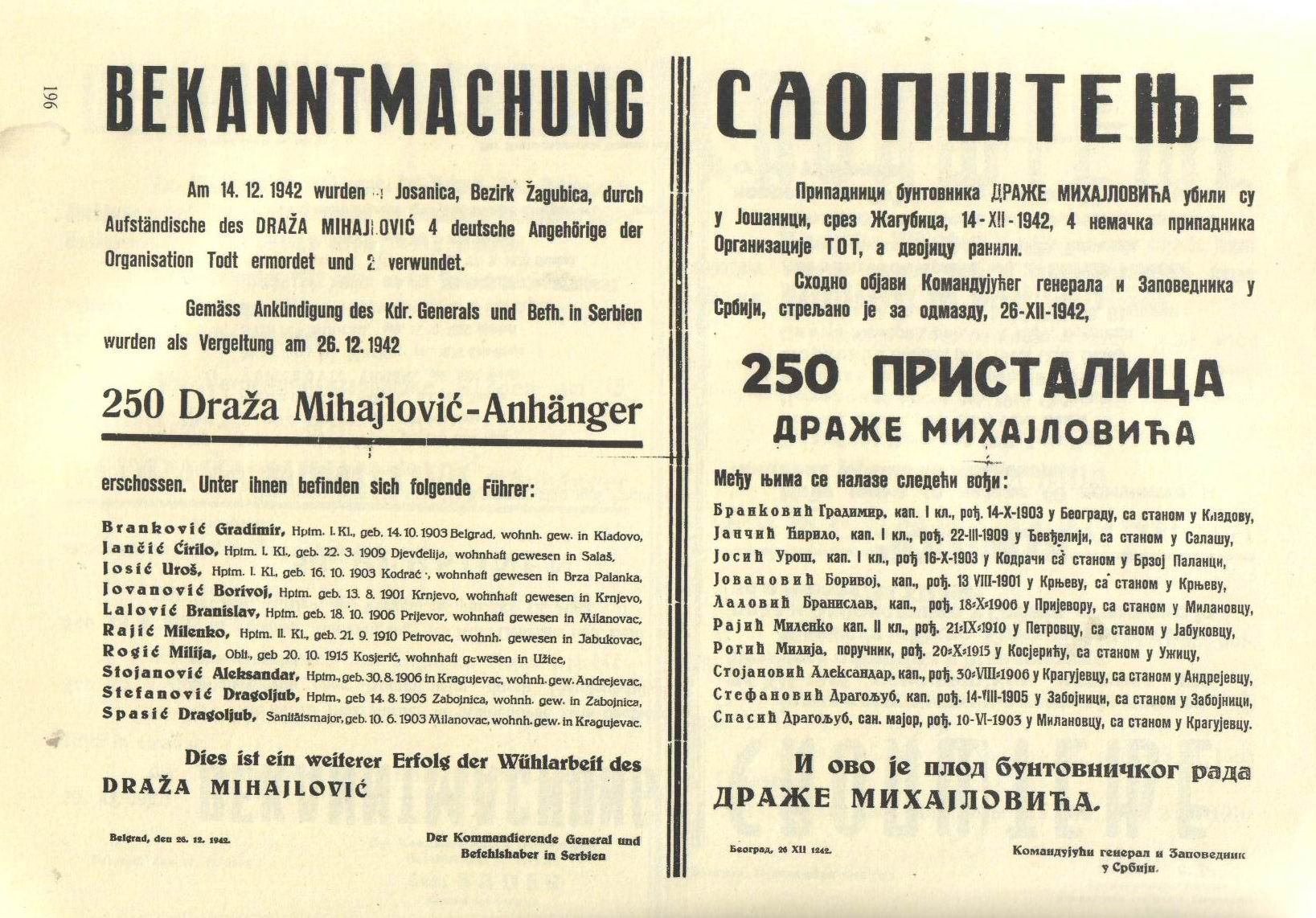
Bollettino militare tedesco del 14 dicembre 1942 recante l'avviso della cattura e fucilazione di 250 "seguaci del movimento terrorista di Draža Mihailović".

Tra il 1941 e il 1943 i cetnici ebbero il supporto degli Alleati. Il Time nel 1942 pubblicò un articolo in cui elogiava i successi dei cetnici e designava il loro comandante come unico portatore di libertà nell'Europa nazi-fascista. A volte i servizi d'informazione alleati attribuivano ai cetnici le azioni dei partigiani comunisti guidati da Tito. Sia Tito sia Mihailović avevano sulla testa una taglia tedesca di 100.000 Reichsmark per la loro uccisione.
Durante la seconda guerra mondiale i cetnici erano contrapposti a 2 nemici principali: gli occupanti tedeschi e gli Ustaša da una parte, e i partigiani comunisti di Tito, ideologicamente avversi, dall'altra. L'Italia fascista non combatté i cetnici, ma si alleò con loro in funzione antipartigiana e (segretamente) antiustascia, poiché l'Italia occupava tutta la Dalmazia rivendicata dagli ustaša.
Nell'estate 1941 l'attività di guerriglia aumentò e i nazisti risposero molto duramente contro la popolazione civile, con delle pene predeterminate: 100 civili serbi per ogni soldato della Wehrmacht ucciso e 50 per ogni ferito. I due movimenti antifascisti, cetnici e partigiani di Tito, dapprima collaborarono (a parole), mentre in un secondo tempo iniziarono a combattersi l'uno contro l'altro.
La guerra tra i due movimenti di liberazione jugoslava raggiunse una violenza inimmaginabile: secondo la testimonianza del capitano partigiano Ivan Rakić, i partigiani comunisti catturati dai cetnici venivano ritrovati legati, con gli occhi cavati dalle orbite e riposti in due bossoli di cannone. Il comandante Rakić disse di non sapere (o forse non volle mai dire) se questa amputazione veniva praticata sul cadavere o meno (testimonianza diretta del capitano Rakić ad Antonio Brencich, Genova).
Nell'autunno del 1941 i tedeschi iniziarono una pesante controffensiva nelle zone di Ravna Gora e Užice. Mihailović propose una tregua che venne rifiutata e i cetnici dovettero indietreggiare in Bosnia orientale e nel Sangiaccato. Qui vennero in conflitto diretto con gli ustascia.
Nella parte meridionale della loro zona d'occupazione, gli italiani strinsero un'alleanza strategica coi cetnici contro i partigiani e (indirettamente) gli ustaša. I cetnici collaborarono anche con il governo fantoccio di Milan Nedić in Serbia. Alla fine i cetnici iniziarono a concentrare i loro sforzi contro le forze partigiane, perfino alleandosi con i nazisti in alcune parti della Bosnia e con gli italiani in Montenegro. Un obiettivo secondario di Mihailović era di preservare il maggior numero possibile di vite serbe, anche se questo voleva dire collaborare con il nemico, e uccidere decine di migliaia di civili musulmani e croati in Bosnia-Erzegovina e in Croazia (la Bosnia Erzegovina faceva allora parte dello Stato indipendente di Croazia) in risposta al genocidio sistematico perpetrato dagli ustascia croati.

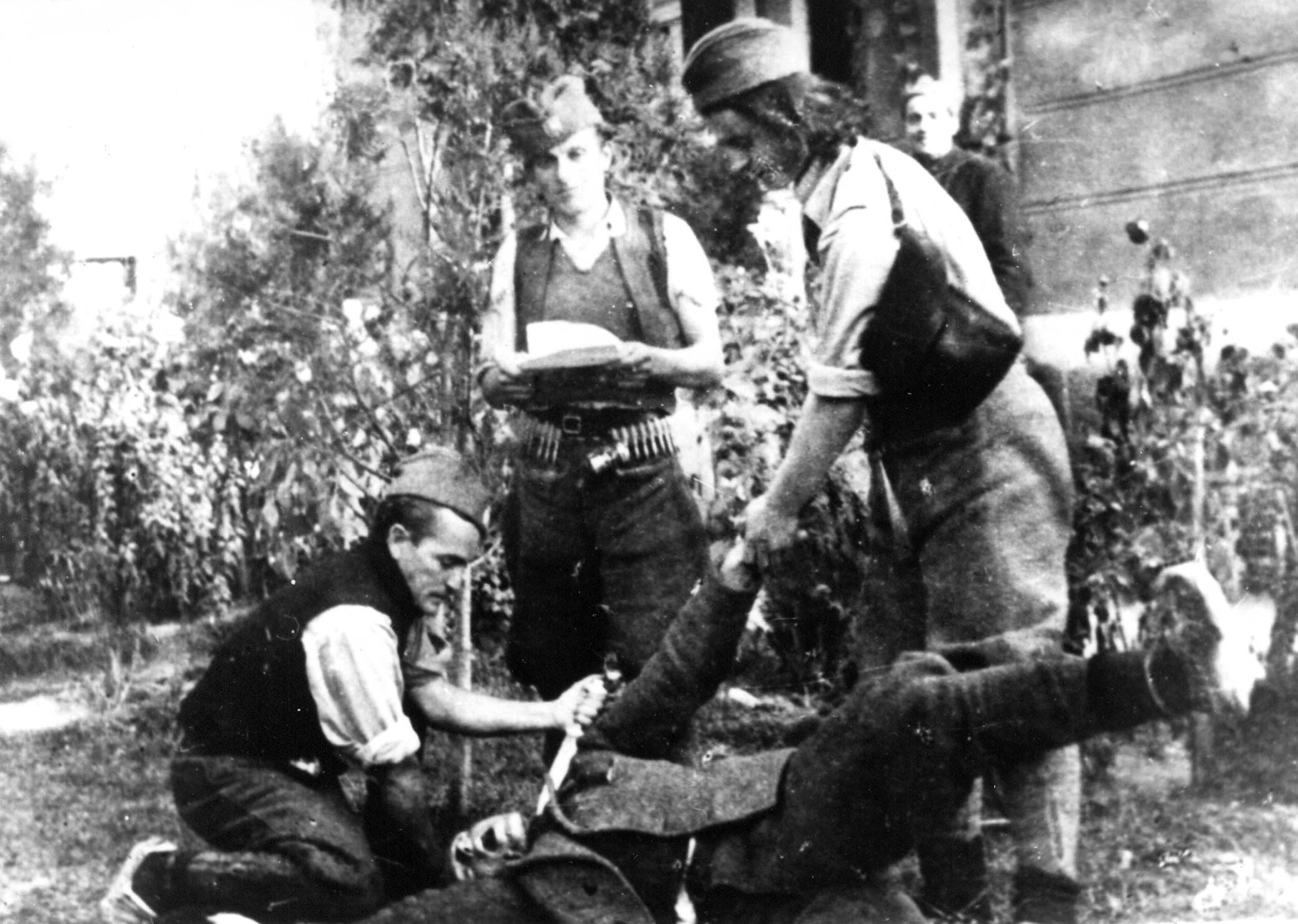
Cetnici uccidono un prigioniero.

Gli alleati avevano inizialmente sostenuto i cetnici, ritenuti nazionalisti fedeli alla monarchia in esilio e quindi risolutamente antifascisti, invece dei partigiani comunisti legati ideologicamente all'Unione Sovietica. L'ufficiale inglese paracadutato Bayley si trovava a Ravna Gora e trasmetteva agli Alleati le informazioni tendenziose che gli riferiva Mihailović, il quale vantava come proprie le azioni dei partigiani e minimizzava gli accordi di collaborazione con gli italiani. Nell'inverno 1943 un altro ufficiale inglese, Frederick William Deakin, venne paracadutato erroneamente fra i partigiani creduti cetnici secondo le informazioni imprecise trasmesse dal Bayley, e si trovò nel pieno della offensiva Weiss II proprio sotto il fuoco dei cetnici alleati in quell'occasione agli italiani ed ai tedeschi. Era stata pianificata l'invasione dei Balcani e i movimenti della resistenza erano strategicamente molto importanti, bisognava decidere quale delle due fazioni supportare. Un certo numero delle missioni del "Special Operations Executive" (SOE) furono mandate nei Balcani per studiare la situazione sul campo. Allo stesso tempo gli alleati rinunciarono all'invasione dei Balcani e invertirono il loro supporto dai cetnici, rei di collaborare con le potenze dell'Asse, ai partigiani comunisti di Tito. Alla Conferenza di Teheran del 1943 e a quella di Jalta del 1945 Churchill e Stalin decisero di dividersi a metà la sfera d'influenza sui Balcani.
Il 16 giugno 1944 fu firmato sull'isola di Vis (Lissa) in Croazia l'accordo tra Tito e il governo monarchico in esilio, noti come Accordi Tito-Šubašić o "Accordo di Lissa" (viški sporazum). Il documento chiamava tutti gli sloveni, i serbi e i croati ad aderire alla lotta partigiana. I partigiani furono riconosciuti dal governo reale come l'Esercito regolare della Jugoslavia. Mihailović e molti cetnici rifiutarono. Su pressione di Churchill, finalmente in possesso di informazioni più esatte trasmessegli dal Deakin - col quale s'incontrò ad Alessandria d'Egitto - il 29 agosto re Pietro II destituì Draža Mihailović da comandante in capo del JVUO e il 12 settembre mise Tito al suo posto.
L'Armata Rossa liberò la Serbia dai Tedeschi e Tito si trasferì a Belgrado nell'ottobre 1944. Per evitare rappresaglie contro i collaborazionisti, molti cetnici, sia individui che intere unità militari, si unirono ai partigiani vittoriosi grazie all'aiuto sovietico. Tra il 21 novembre 1944 ed il 15 gennaio 1945 Tito offrì ulteriori amnistie di cui beneficiarono soprattutto i cetnici.
In questo modo il movimento partigiano in Serbia, sino ad allora ridotto al minimo per la duplice repressione germanica e cetnica in atto, ebbe una pseudo crescita durante gli ultimi mesi della guerra, quando non c'era più in Serbia una forza d’occupazione a cui resistere. 206.000 cetnici entrarono in quello che era ormai diventato l'Esercito regolare di Tito, che continuava a definirsi partigiano.
Alla fine della guerra i cetnici erano ancora numericamente validi. Alcuni si unirono alle forze tedesche per non arrendersi ai sovietici e ai partigiani di Tito. Mihailović e i suoi pochi fedelissimi rimasti (incluso il padre di Radovan Karadžić) tentarono di aprirsi la strada per Ravna Gora, ma furono catturati dai partigiani di Tito. Nel marzo 1946 Mihailović fu trasferito a Belgrado, dove in luglio fu processato e condannato a morte con l'accusa di tradimento.
Gli ultimi cetnici rimasti furono catturati nella zona di confine tra Bosnia e Montenegro nel 1957.
Momčilo Đujić invece si ritirò con i Tedeschi e riuscì ad espatriare negli USA. Fu processato e condannato a morte in contumacia nel dopoguerra, da quella magistratura jugoslava che ne aveva richiesto inutilmente a più riprese l'estradizione. Estradizione ottenuta poi dalla Croazia indipendente nel 1999 nei confronti degli USA; ma Đujić morì prima della sua consegna.
Nel 1992 Đujić proclamò Vojslav Šešelj (attualmente a l'Aja) "vojvoda" dei cetnici invitandolo a ripulire la Serbia da croati e musulmani.

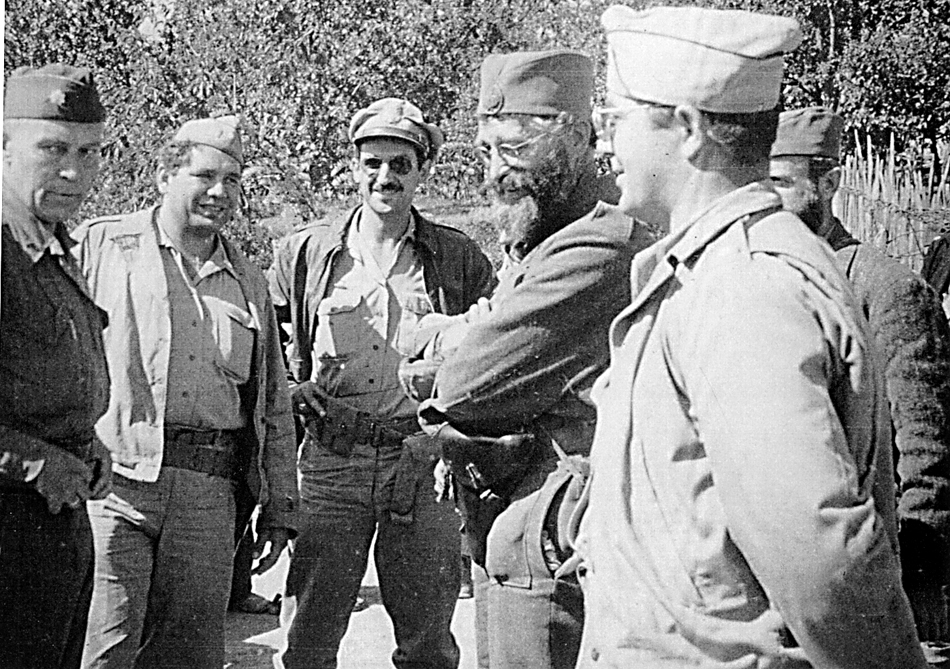
Draža Mihailović in compagnia degli ufficiali americani della "mission Ranger" nell'estate 1944; a sinistra il colonnello Robert Halbord McDowell.

#### Organizzazione politico-militare durante la Seconda guerra mondiale
L'esercito cetnico decise di creare su consiglio degli Inglesi e del governo jugoslavo in esilio un organismo politico.
Molti accademici e scrittori antifascisti e anticomunisti, (tra cui Stevan Moljević, Dragiša Vasić, Adam Pribičević, Mustafa Mulalić) si unirono al movimento di Draža e crearono nell'agosto 1941 il Comitato centrale nazionale (Централни национални комитет) che fu ideatore e promotore dell'ideologia nazionalista cetnica.
Il 25 gennaio 1944 gli organi del comitato decisero (come risposta al secondo congresso dell'AVNOJ) di convocare un congresso nel villaggio di Ba che prese il nome di Congresso di San Sava (Светосавски конгрес). Il congresso decise l'ampliamento del Comitato centrale nazionale a tutti i partiti politici jugoslavi (esclusi il Partito Comunista di Jugoslavia e il filonazista ZBOR) e la creazione di un parlamentino la Comunità democratica popolare di Jugoslavia (Југословенска демократска народна заједница), si decise inoltre di continuare la lotta contro i comunisti e gli ustascia.
Un altro organo politico fu l'organizzazione giovanile, infatti il 7 novembre 1942, Mihajlovic istituì la Gioventù jugoslava di Ravna Gora (Југословенска равногорска омладина), abbreviato JURAO, secondo molti imitazione anch'essa della Lega della Gioventù Comunista di Jugoslavia. La JURAO ebbe però vita breve e già all'inizio del 1944 si dissolse, la maggior parte dei giovani combattenti passò nelle file dei partigiani, altri riuscirono a fuggire dal paese, salvandosi dalla rappresaglia comunista del dopoguerra.

### Anni ottanta
Gli anni ottanta si caratterizzano per la rinascita del nazionalismo serbo e per il disconoscimento del modello della Jugoslavia titoista e della figura di Tito stesso. L'apice del nazionalismo è raggiunto il 24 settembre 1986, quando il quotidiano belgradese Večernje Novosti pubblica alcune parti di un documento noto come il Memorandum dell'Accademia Serba delle Scienze (Memorandum SANU). In questo testo, redatto da intellettuali serbi guidati dal romanziere Dobrica Ćosić, si elabora un atto di accusa contro Tito, accusato di attività antiserba, e si descrive un progetto di completa eliminazione etnica dei Serbi dal Kosovo. Il testo è pericolosissimo e tutta l'élite serba, a partire dal presidente Ivan Stambolić, ne prende le distanze. L'unico a mantenere il silenzio e a non commentare il memorandum è Milošević. Poi, quando defenestra Stambolić, Milošević perseguirà proprio la linea tracciata da quel Memorandum, a partire dal Kosovo.

### Anni novanta

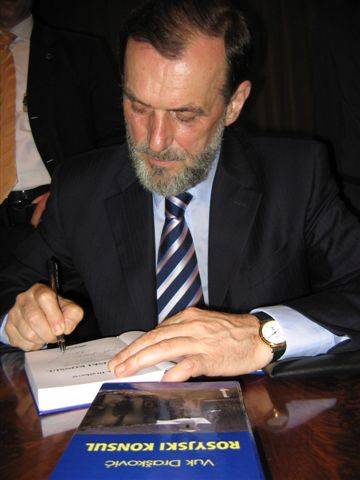
Vuk Drašković nel 2006.

Nel 1989 Slobodan Milošević legalizza tutti i movimenti cetnici tornati attivi dopo il lungo letargo, o meglio, dopo la mimetizzazione all'interno della società jugoslava. I principali di essi sono:
- Il Partito Radicale Serbo (SRS). Nel 1989 Vojislav Šešelj, il suo fondatore, è stato promosso "vojvoda" (condottiero cetnico) da Momčilo Đujić, criminale di guerra rifugiato negli USA, che lo ha incitato "ad espellere tutti i croati, gli albanesi e gli altri elementi stranieri dal sacro suolo serbo".
- Il Movimento del Rinnovamento Serbo (SPO), di Vuk Drašković, ripropostosi egli pure come erede spirituale di Mihailović. Nei suoi scritti e discorsi nega insistentemente i crimini di guerra dei cetnici, malgrado l'imponente documentazione dica il contrario.
- Nel 1993, con una solenne cerimonia, Drašković ha inaugurato una statua a Mihailović a Ravna Gora, la località in cui risiedeva il suo comando durante la seconda guerra mondiale. Egli ha fondato la Guardia Serba, una formazione paramilitare responsabile di atrocità in Croazia nel 1991 ed in Bosnia-Erzegovina dal 1992.
- Un altro vojvoda cetnico, Mirko Jović, è leader delle Aquile Bianche, altra milizia cetnica responsabile di atrocità in Croazia ed in Bosnia-Erzegovina. È interessante che il manifesto della sua ala politica, Rinnovamento nazionale serbo, sia stato redatto dallo stesso Vuk Drašković. Jović ha enunciato la meta politica chiaramente: "a noi non interessa una Serbia qualsiasi, ma una Serbia cristiana ortodossa, senza moschee né miscredenti". Mirko Jović ha difeso con le armi Milošević al momento del suo arresto.

## Ai giorni nostri

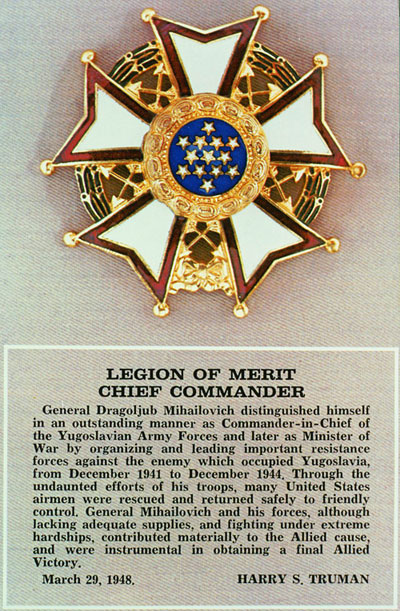
La Legion of Merit con la quale fu insignito dopo la morte Draža Mihailović nel 1948 da parte del presidente Harry Truman per i meriti nel salvataggio di piloti alleati tra il 1942 e il 1945.

Il 21 dicembre 2004 è stata approvata dal Parlamento serbo una legge che equipara i cetnici di Mihailović ai partigiani di Tito, considerati allo stesso modo parte dell'antifascismo jugoslavo durante la Seconda Guerra Mondiale. La proposta di legge è venuta dall'SPO (Srpski Pokret Obnove "Movimento del Rinnovamento Serbo"), il partito dell'allora Ministro degli Esteri Vuk Drašković.
Il 9 maggio 2005, giornata mondiale di celebrazione per la vittoria sulle forze nazifasciste, l'amministrazione statunitense consegna la Legion of Merit, la più alta onorificenza negli USA, alla nipote di Draža Mihailović, Gordana Mihailović. L'attribuzione della medaglia al valore avvenne nel 1948 ad opera del Presidente statunitense Harry S. Truman, per aver salvato 500 piloti dell'aviazione USA i cui aerei erano caduti sulla Serbia nel 1944.
Ogni anno, il 15 maggio, ha luogo il consueto e annuale incontro del movimento cetnico a Ravna Gora, in Serbia.